# Josef Svatopluk Machar

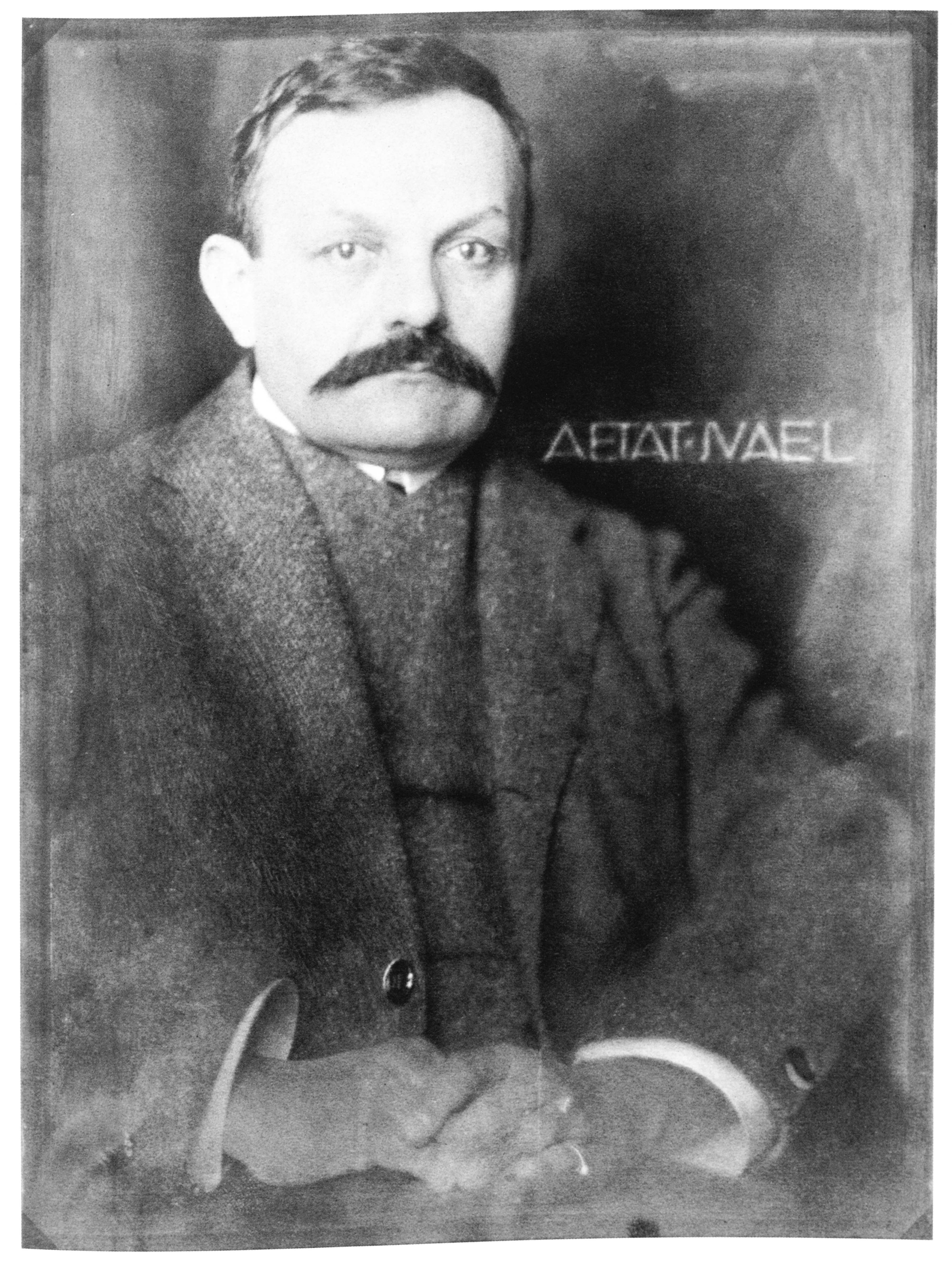
Josef Svatopluk Machar,
Foto von Anton Josef Trčka (1914)

Josef Svatopluk Machar (geboren 29. Februar 1864 in Kolín, Kaisertum Österreich; gestorben 17. März 1942 in Prag), bekannt auch unter dem Pseudonym Prof. Dr. Čeněk Folklor (ferner Antonín Rousek, Leo Leonhardi u. a.), war ein tschechischer Dichter, Prosaist, Satiriker, Publizist, Politiker und Autor des Manifests Česká moderna sowie Vertreter des kritischen Realismus, Freimaurer.

## Leben
Machar, der Sohn eines Müllers, studierte am Gymnasium in Prag, absolvierte anschließend die einjährige Militärschule und nahm 1891 eine Stelle als Angestellter bei einer Bank in Wien an, wo er gleichzeitig für verschiedene Zeitschriften schrieb. Hier begegnete er T. G. Masaryk und wurde ein bedeutender Vertreter der Realistischen Partei. Bereits vor dem Ersten Weltkrieg trat er als Gegner des hohlen Patriotismus auf. Nach 1918 kehrte er auf Wunsch von Masaryk in die Tschechoslowakei zurück und wurde zum Generalinspekteur der tschechoslowakischen Armee ernannt. Diese Funktion legte er 1924 wegen offen ausgetragener Meinungsverschiedenheiten mit Masaryk nieder und wechselte ins Lager der radikalen Rechten.

## Werke
In seinen Werken setzte er sich offen mit der bürgerlichen Gesellschaft auseinander. Er kritisierte deren Gleichgültigkeit, Heuchelei und falschen Patriotismus. Seine Kritik traf auch die Kirche und die Jungtschechen. Den Tatsachen sah er realistisch, schroff, analytisch und provozierend ins Auge. Er schrieb subjektive und politische Lyrik und gedichtete Epik, vermischt mit Satire, Ironie und Sarkasmus. Er setzte damit die literarische Linie von Karel Havlíček Borovský und Jan Neruda fort. Er wurde zum Teil auch als problematischer Autor mit faschistischen Ansichten gesehen. Judentum definierte Machar nicht als Konfession, sondern in ethnischen und nationalen Kategorien, dennoch sind die (häufig anzutreffenden) jüdischen Charaktere in seinem Werk positiv gezeichnet; er selbst wandte sich in dem Buch Satiricon und dem Aufsatz Amnestie auch gegen Antisemitismus.
In den Kämpfen zwischen der älteren und jüngeren literarischen Generation gründete er mit anderen jungen Schriftstellern den losen Verband Česká moderna und schrieb hierzu ein entsprechendes Manifest. Neben František Xaver Šalda, Otokar Březina und Vilém Mrštík war es gerade Machar, der mit seiner rein realistischen Dichtung einen großen Einfluss auf die tschechische Literatur zu Anfang des 20. Jahrhunderts ausübte. Als Vorbild diente er zum Beispiel dem großen Dichter Stanislav Kostka Neumann.

### Lyrik
- Confiteor (1887, „Ich bekenne“), Band 1 bis 3, ein Bekenntnis zu einer Liebesenttäuschung, zugleich auch gesellschaftliche orientierte Lyrik, die als zu pessimistisch kritisiert wurde
- Vier Sonett-Bücher: Letní sonety, Podzimní sonety, Zimní sonety, Jarní sonety (1891–1893, Sommer-Sonette, Herbst-Sonette, Winter-Sonette, Frühlings-Sonette), Enttäuschung von der modernen Zivilisation, der Dichter kritisiert die Gesellschaft, falsche Moral, das Bürgertum, die Politiker usw.
- Boží bojovníci (1896, etwa die „Soldaten / Kämpfer Gottes“, wie sich die Hussiten nannten), eine Satire auf den Streit um die Echtheit der Grünberger Handschrift und der Königinhofer Handschrift, gerichtet gegen die so genannte Partei der Jungtschechen
- Tristium Vindobona (1893, „Klagegesänge aus Wien“, der lateinische Titel lehnt sich an Ovids Tristia an), eines der besten Werke Machars, wo er sich mit Vaterlandsliebe und dem tschechischen Nationalgefühl kritisch auseinandersetzt
- Zde by měly kvést růže (1894, „Hier sollten Rosen blühen“), einige Frauenschicksale, kritische Auseinandersetzung mit der Stellung der Frau in der Gesellschaft

### Roman
- Magdalena

### Prosa
- Řím
  - dt. Ausgabe: Rom. Übersetzung: Emil Saudek. Prag 1908
- Kriminál. (Feuilletons.)
  - dt. Ausgabe: Kriminal.
- V poledne
- Svědomím věků
- Konfese literáta (Erinnerungen.)

### Politische Literatur
- Pět roků v kasárnách (1927)
- Oni a já (1927)
- Zapomínaní a zapomenutí (1929)
- Při sklence vína (1929)
- Manifest České moderny (1895)

### Deutschsprachige Übersetzungen
- Barbaren, Wien 1919
- Das Gift aus Judäa, Wien 1919
- Die Galeeren des Gymnasiums, Wien 1919
- Im Strahl der hellenischen Sonne, Wien 1919
- Kriminal, Wien 1919
- Rom, Prag 1908, Wien 1920, Neuauflage: Badenweiler 2010, ISBN 978-3-940523-05-1
- Rudolfinerhaus, Wien 1920
- Hier sollten Rosen blühen …, Potsdam 1923
- Das Gewissen der Zeiten, Wien